# Ar-2
Ar-2 (ros. Ар-2) – radziecki samolot bombowy z okresu II wojny światowej.

## Historia
Samolot został skonstruowany przez Aleksandra Archangielskiego w 1939. Jego budowa została oparta na konstrukcji samolotu SB-2. Prototyp, noszący oznaczenie SB-RK, oblatano w 1940. Po krótkich próbach wszedł do produkcji seryjnej pod oznaczeniem Ar-2. Zbudowano 280 samolotów.

## Służba
Nowe samoloty weszły na wyposażenie jednostek bombowych stacjonujących w północno-zachodniej części ZSRR. Po wybuchu wojny operowały na frontach Północno-Zachodnim i Leningradzkim. Walczyły przeciwko siłom niemieckim i fińskim. Znalazły się także w jednostkach lotnictwa morskiego Floty Północnej. Operowały nad Morzem Białym i Morzem Barentsa. Kilka samolotów zdobyli Finowie i użyli w walce. Samoloty Ar-2 służyły do 1943. 

## Konstrukcja

Silnik WK-105PF (M-105) eksponowany w MLP w Krakowie

Całkowicie metalowy średniopłat z pojedynczym usterzeniem i chowanym podwoziem. Kadłub półskorupowy. Płat kesonowy, dwudźwigarowy, trójdzielny. Napęd, dwa rzędowe 12-cylindrowe silniki M-105P o mocy 1100 KM (809 kW) napędzające metalowe, trójłopatowe, przestawialne śmigła typu WISz-22E.